# Richard Roberts (ingeniero)
Richard Roberts (22 de abril de 1789; 11 de marzo de 1864) fue un ingeniero e inventor británico, cuyo trabajo en el desarrollo de máquinas herramienta de alta precisión contribuyó al nacimiento de la moderna ingeniería industrial y de la producción en masa.

## Infancia y juventud
Roberts nació en Llanymynech (Powys), en la frontera entre Inglaterra y Gales. Era hijo de William Roberts, un zapatero que también se ocupaba del peaje del puente de la localidad. Roberts fue educado por el pastor de su parroquia, encontrando desde muy joven ocupación como barquero en el Canal de Ellesmere y más tarde en las canteras de caliza locales. Recibió alguna instrucción en dibujo de Robert Bough, un capataz de carreteras que trabajaba a las órdenes de Thomas Telford.
Posteriormente, Roberts encontró ocupación como matricero en la Acería Bradley de Staffordshire, y hacia 1813, ascendió a supervisor en el negocio de moldes de la Acería Horsely de Tipton. Era muy habilidoso con el torno, y sabía como reparar ruedas e instrumentos de corte. Para evitar ser reclutado, se desplazó a Liverpool, pero no encontrando ningún trabajo allí,  se dirigió a Mánchester, donde encuentra trabajo en una fábrica de muebles. A continuación se desplaza a Salford, donde trabaja en un taller dedicado a la fabricación de tornos y de otras herramientas. Dado que la milicia todavía le buscaba, se traslada a Londres, donde encuentra ocupación como mecánico con Henry Maudslay.
En el taller de Maudslay, hace suya la filosofía de su maestro acerca de "la importancia de disponer de máquinas herramientas precisas allá donde el trabajo manual se reemplazara por máquinas".
En 1816, cuándo la derrota de Napoleón había eliminado la amenaza de ser reclutado por la milicia, se instaló en Mánchester, abriendo un taller de tornería mecánica en el número 15 de la calle Deans Gate. El torno estaba situado en un dormitorio de la planta superior, accionado por una rueda grande girada por su mujer (de quien se desconocen sus orígenes e incluso su nombre) desde el sótano.
Roberts pronto se mudó a los Edificios del Mercado Nuevo en Pool Fold, donde trabajaba como "Tornero y Fabricante de Herramientas".

## Máquinas herramienta de Roberts
Roberts construyó una amplia gama de máquinas herramienta, algunas de diseño propio, como su primera máquina de corte. Para fabricar la máquina con la exactitud necesaria, Roberts comprobaba las dimensiones de los engranajes con un sector, instrumento que perfeccionó para su venta a otros mecánicos. Roberts adoptó cortadores rotativos, tal como había visto hacer en Maudslay. Su máquina es una de las fresadoras más antiguas utilizadas en ingeniería.
En 1817 construye un torno capaz de hacer girar piezas de 6 pies de largo (1.8m); dotado de una gama mayor de velocidades, y con un bastidor deslizante para poder mover la herramienta a lo largo de toda la zona de trabajo. El bastidor estaba guiado por un tornillo a través de un engranaje que podía ser liberado cuándo el corte estaba listo.
También en 1817 construye una máquina alisadora para facilitar la mecanización de piezas metálicas con superficies planas. Anteriormente a su invento, estas superficies planas eran laboriosamente hechas a mano por personal especializado, utilizando martillos, cinceles, filos y rasquetas para conseguir una superficie alisada.
Después del éxito de su telar motorizado, en 1825 inventó una máquina ranuradora para realizar orificios (con forma de ojo de cerradura) en poleas y engranajes para sujetarlas a sus ejes. Con anterioridad estos orificios se hacían a mano, a base de perforar y lijar. La herramienta de corte estaba emplazada verticalmente, pero adoptando el principio de Maudslay, el bastidor de trabajo estaba dotado de un movimiento universal (tanto lineal como rotativo) de modo que se podían mecanizar los lados de piezas complejas.
Más tarde desarrolló otra fresadora, en la que la herramienta de corte se situaba horizontalmente sobre el banco de trabajo, que podía ser movido en cualquier dirección con deslizamientos conducidos por tornillos accionados por manivelas. Ejemplos de sus máquinas herramienta, (incluyendo la más antigua máquina alisadora de planchas de metal), se exhiben en las colecciones del Museo Nacional de Ciencia e Industria de Londres.
Roberts también fabricaba y vendía juegos de terrajas y de troqueles, de forma que otros ingenieros mecánicos podían fabricar sus propios tornillos y tuercas roscados, así como otras piezas de sus máquinas.
Hasta tiempos recientes, la importancia de sus realizaciones había sido en gran parte pasada por alto. Las invenciones de Roberts tuvieron una gran influencia como base de las realizaciones de otros ingenieros mecánicos, incluyendo a Joseph Whitworth, quien empezará a trabajar en Mánchester una década más tarde.

## Máquinas textiles de Roberts
Roberts trasladó su negocio en 1821 a los talleres "Globo Works" en la calle Faulkner. Por entonces, mejoró una máquina para calar el tubo de instrumentos musicales de madera, originalmente inventada por el americano Jeptha Avery Wilkinson, y en 1822 patentó un telar mecanizado. Este telar era totalmente de hierro, y dada la gran precisión de sus mecanismos, era capaz de operar a gran velocidad. Hacia 1825, se fabricaban unos 4.000 telares al año.
En 1824 inventó su máquina más famosa, la hiladora Jenny (denominada en inglés "self-acting spinning mule"), y la patentó en marzo de 1825. Estas máquinas se construyeron a centenares, para lo que Roberts hizo un uso sistemático de plantillas y de calibres para estandarizar la producción.

## Sharp, Roberts & Co.
Cuándo estaba desarrollando sus máquinas textiles, Roberts tomó como socios a Thomas Sharp, un mercader de hierro, a su hermano John Sharp, a Robert Chapman, a Thomas Jones Wilkinson y a James Hill. Formaron dos empresas: Hill Sharp & Co y Roberts, Hill & Co. En mayo de 1826 ambas empresas se unieron para formar Sharp, Roberts & Co. Posteriormente, como es bien sabido, la firma se dedicó a la fabricación de locomotoras, con el nombre de Sharp, Stewart and Company. En 1834 Charles Beyer se unió a la firma y contribuyó a su éxito en la construcción de locomotoras. Roberts delegó rápidamente la mayor parte del trabajo del diseño de las locomotoras en Beyer.
Roberts era un inventor y fabricante prolífico, siendo capaz de diseñar objetos tan variados como relojes de campanario, vehículos de carretera, barcos de casco de hierro, máquinas punzonadoras, sistemas de control de telares similares al de Jacquard, o sistemas para unir las planchas de hierro perforadas con las que se construyó el puente de ferrocarril sobre el río Conwy en el norte de Gales.
Roberts no era un hombre de negocios particularmente brillante, por lo que Sharp, Roberts & Co cerró en junio de 1852 (en esa época se formó la más exitosa Sharp, Stewart & Co).

## Últimos años
Roberts continuó como ingeniero consultor e inventor hasta su muerte, registrando 18 patentes. En 1860, con 71 años, se traslada a Londres, donde llega en muy mala situación financiera. Varios amigos, casi todos ingenieros, formaron un fondo para ayudarle, aunque Roberts moriría en los brazos de su hija en Londres, el 11 de marzo de 1864, poco antes de cumplir 75 años. Está enterrado en el cementerio Kensal Green de Londres. Posteriormente, su hija recibiría una pensión de la Lista Civil en reconocimiento de los logros de su padre.

## Aportes de Roberts

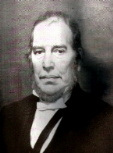
Richard Roberts.

Roberts ha sido descrito como el más importante ingeniero mecánico británico del siglo XIX. Según el biógrafo Richard Leslie Hills, su contribución principal fue la introducción de máquinas herramienta mejoradas, sin las que no hubiera sido posible conseguir altos estándares de exactitud. Este hecho supuso el nacimiento de la ingeniería industrial tal como se conoce hoy en día, orientándola a la fabricación de partes estándar intercambiables entre sí y a la producción en masa.